# Ливан на летних Олимпийских играх 1980
Ливан принимал участие в Летних Олимпийских играх 1980 года в Москве (СССР) в восьмой раз за свою историю, и завоевал одну бронзовую медаль. Сборная страны состояла из 15 спортсменов (все — мужчины), которые приняли участие в соревнованиях по лёгкой атлетике, тяжёлой атлетике, боксу, велоспорту, фехтованию, дзюдо, плаванию и борьбе.

## Медалисты
| Бронза |               |                                                     |         |
| №      | Спортсмены    | Вид спорта (дисциплина)                             | Дата    |
| 1      | Хассан Бишара | Борьба (греко-римский стиль, свыше 100 кг, мужчины) | 24 июля |